# Herbert Baer (Ingenieur)
Herbert Christian Baer (* 26. August 1881 in München; † 23. Mai 1954 in Bad Nauheim) war ein deutscher Maschinenbauingenieur und Hochschullehrer an der Technischen Hochschule Breslau.

## Leben
Baer stammte aus Bayern und war ein Sohn des Münchner Kunstmalers Christian Maximilian Baer und dessen Ehefrau Rosa Baer geborene Stradal. Nach dem Besuch des humanistischen Gymnasiums in München studierte er an der Technischen Hochschule (Berlin-)Charlottenburg und der Technischen Hochschule München. Das Studium schloss er mit dem akademischen Grad eines Diplom-Ingenieurs ab. Später promovierte er zum Doktor-Ingenieur.
Herbert Baer war zunächst als im Werk Nürnberg der Maschinenfabrik Augsburg-Nürnberg tätig. Danach war er Bürovorsteher bei der AEG-Turbinenfabrik in Berlin. Später wurde er als Professor für Dampf- und Verbrennungsmaschinen an die Technische Hochschule Breslau berufen und dort zum Direktor des Maschinenlaboratoriums ernannt. Er publizierte über Gasmaschinen, Hydraulik, Dampfturbinen, Kinematik und andere Themen und war auf Wärmemaschinen spezialisiert. Zum 1. April 1939 wurde Herbert Baer in Breslau emeritiert. Kurz nach Ausbruch des Zweiten Weltkriegs wurde er September 1939 wieder in Dienst gestellt. Mit Gehaltsaufschlägen sicherte man sein Verbleiben auf dem Lehrstuhl während des Kriegs.
Nach 1945 musste Herbert Baer das nun zu Polen gehörende Breslau verlassen. Er ging zurück nach Bayern und ließ sich am Chiemsee nieder. Dort wurde er erster Präsident des Yacht-Clubs Prien. Er starb 1954 und wurde auf dem Friedhof auf der Fraueninsel beigesetzt.

## Familie
Herbert Baer heiratete Elsa geborene Brodhag. Aus der gemeinsamen Ehe ging die Tochter Herta (* 1909) hervor.

## Schriften (Auswahl)
- Die Regelung von Dampfturbinen und ihr Einfluß auf die Leistungsentwicklung in den einzelnen Druckstufen. (= Forschungsarbeiten auf dem Gebiete des Ingenieurwesens, Nr. 86.) Julius Springer, Berlin 1910.
- Das Maschinenlaboratorium der Kgl. Technischen Hochschule in Breslau. Leiner, Leipzig 1912.
- (mit Arthur Christmann): Grundzüge der Kinematik. 2. Auflage, 1923.

sowie Textbeiträge in:
- Heinrich Dubbel (Hrsg.): Taschenbuch für den Maschinenbau. #. Auflage, Julius Springer, Berlin / Göttingen / Heidelberg 1941. (2 Bände)
- Heinrich Dubbel (Hrsg.): Taschenbuch für den Maschinenbau. #. Auflage, Julius Springer, Heidelberg 1951, Band 1.